# Damián de Tarso
Damián de Tarso (en árabe: دميانه الطرسوسي‎, romanizado: Damyanah al-Tarsusi; ?-924), apodado Ghulam Yazman («esclavo/paje de Yazman») fue un griego bizantino convertido a islam, gobernador de Tarso en 896-897 y uno de los principales jefes de las incursiones navales califales contra el Imperio bizantino de comienzos del siglo X.

## Gobernador de Tarso
Damián era un sirviente converso del gobernador eunuco de Tarso Yazman al-Jadim (?-891), que se había sometido a la autoridad de los tuluníes de Egipto, cuyo soberano de entonces era el hijo de Ibn Tulun, Jumarauai. Damián fue nombrado gobernador de Tarso en octubre de 896 por el gobernador de entonces, Ahmad ibn Tughan. Yusuf al-Baghmardi fue su adjunto y jefe de los ejércitos de la región. Damián y al-Baghmardi, sin embargo, fueron expulsados de Tarso en marzo-abril de 897 por la revuelta de la facción proabasí de la ciudad que acaudilló Raghib, un antiguo maula de al-Muwaffaq.
Al-Tabari indica que Damián instó en el 900 al califa al-Mutádid a quemar la flota de Tarso, compuesta por más de cincuenta grandes navíos, como venganza por su expulsión de la ciudad tres años antes, hecho que debilitó enormemente el poder naval musulmán.

## Campañas contra los bizantinos y tuluníes
Paradójicamente, Damián descolló principalmente en calidad de almirante. En 896 o más probablemente en 901, saqueó el puerto de Demetríade en Grecia. Luego participó en la campaña de Muhammad ibn Sulaimán al-Katib en el invierno 904-905 que arrebató Egipto a los tuluníes y lo devolvió al control abasí; condujo una flota Nilo arriba, corrió sus orillas e impidió que se empleara el río para abastecer a las fuerzas enemigas. Atacó Chipre en el 911, que desde el siglo VII había sido un condominio arabo-bizantino neutral, y lo devastó durante cuatro meses porque sus habitantes habían ayudado a una flota bizantina al mando del almirante Himerio que había atacado las costas del Califato el año anterior. Finalmente, en octubre de 912, junto con el también renegado León de Trípoli, logró una victoria aplastante sobre Himerio frente a la isla de Quíos. En el verano del mismo año, aparece como acompañante del gobernador del thughur de Cilicia, Rustam ibn Baradu, en una incursión contra la provincia fronteriza bizantina de Licando y su gobernador armenio Melias. Este quedó cercado en su fortaleza, aunque los árabes no lograron tomarla.
Damián murió en 924 mientras asaltaba la fortaleza bizantina de Estrobilos en el thema Cibirreota. Su muerte, junto con la de León de Trípoli probablemente el año anterior, puso fin a la época de superioridad naval musulmana y de las constantes incursiones califales contra las costas bizantinas.